# Euphrasia imbricans
Euphrasia imbricans là loài thực vật có hoa thuộc họ Cỏ chổi. Loài này được Vodop. mô tả khoa học đầu tiên năm 1977.